# Magna Science Adventure Centre
Le Magna Science Adventure Centre est un musée pédagogique principalement destiné aux enfants, situé dans le district de Templeborough (en) à Rotherham, en Angleterre. Il ouvre en avril 2001 dans les locaux de l'ancienne aciérie de Steel, Peech and Tozer (en).
Les principales expositions sont réparties en quatre pavillons : la Terre, l'Air, le Feu et l'Eau. Le musée possède une aire de jeux extérieure appelée Sci-Tek et une aire de jeux aquatique appelée Aqua-Tek. Le site, long d'environ 500 m et haut de neuf étages, est souvent utilisé pour des mises en scène, des conférences et des concerts. Il accueille en moyenne 120 000 visiteurs par an. En 2006, le musée remporte le Enjoy England Gold Award for Business Tourism.

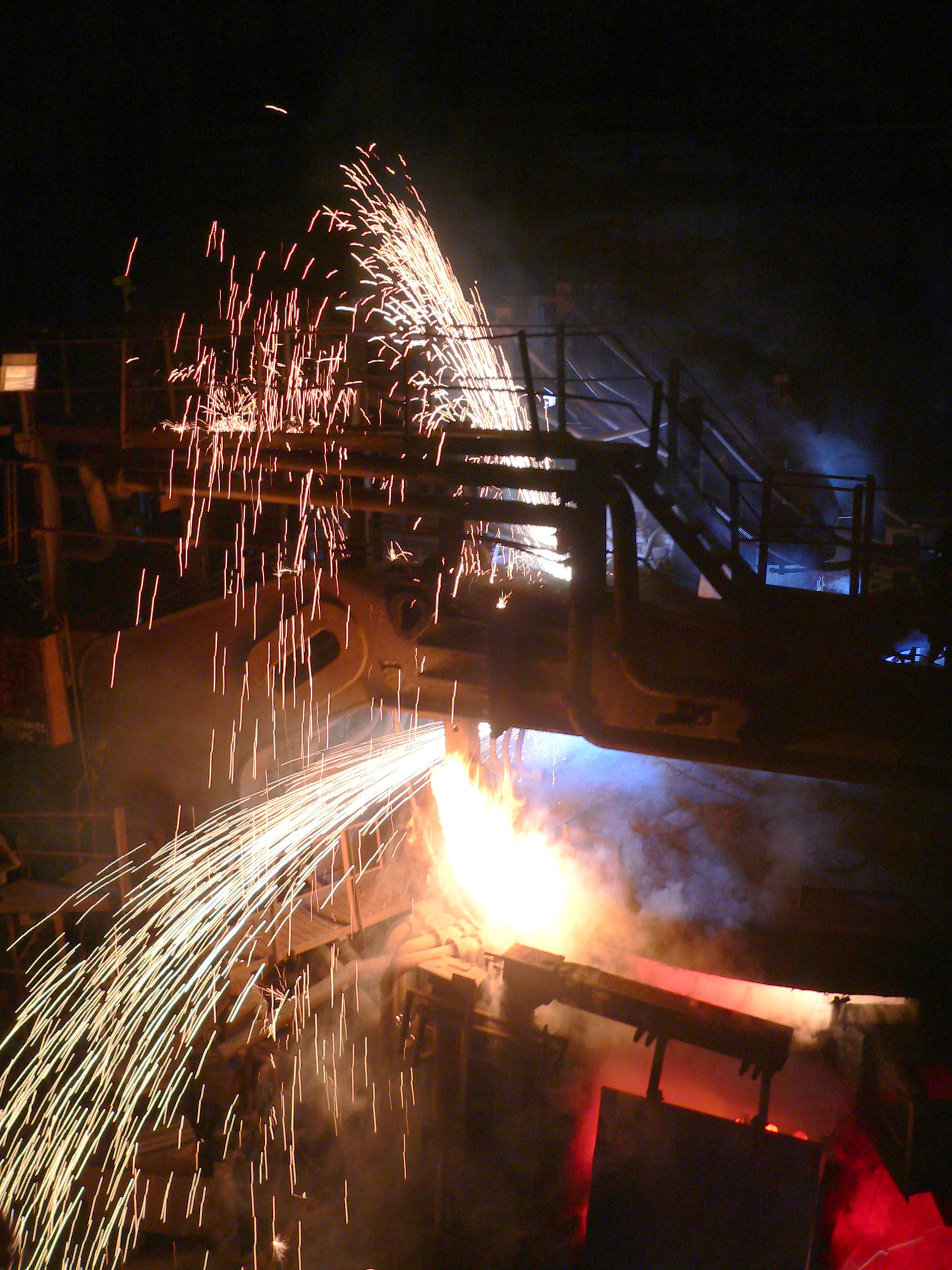
L'attraction The Big Melt.

Toutes les heures, l'attraction « The Big Melt » (« La Grande Fonte ») montre aux visiteurs le procédé de fabrication de l'acier dans le four à arc électrique de l'ancienne usine jusqu'à sa fermeture en 1993.
En 2001, le Magna Science Adventure Centre reçoit le prix Stirling RIBA pour la reconversion innovante de l'espace de l'ancienne aciérie par les architectes Wilkinson Eyre, Mott MacDonald et Buro Happold.
En l'an 50 ap. J.-C., ce lieu accueillait un camp romain.